# ميدالية الاستحقاق (الولايات المتحدة)
ميدالية الاستحقاق (بالإنجليزية: Medal for Merit) كانت أعلى ميدالية تَشْرِيفِيَّة مَدَنِية يستطيع رئيس الولايات المتحدة مَنْحَها. وابْتُكِرتْ خلال الحرب العالمية الثانية، وكان رئيس الولايات المتحدة يَمْنَحُها للمدنيين الذين "تميزوا بأداءهم البارز في تأدية خدمات استثنائية" ضمن جهود الحرب العالمية التي جاءت "بعد إعلان الرئيس لحالة الطوارئ بتاريخ 8 سبتمبر 1939م". وكان يمكن إعطاؤها للمدنيين الذين يحملون جنسيات أجنبية "فقط في حالة الأداء الاستثنائي أو الأفعال الشُّجَاعَة التي تَصُبّ في صالح دعم جهود الأمم المتحدة في الحرب". وقد مُنِحَتْ الميدالية للمرة الأخيرة عام 1952م.
وصُنِعت الميدالية من البرونز المُغَطَّى بالذهب بالإضافة إلى طِلَاء مُلَوَّن، وتُعَلَّق باستخدام شَرِيط على الجانب الأيسر من الصَّدْر.